# گژبنو (استان لهستان بزرگ‌تر)
گژبنو (به لهستانی:  Grzybno) یک روستا در لهستان است که در گمینا برودنگتسا (استان لهستان بزرگ‌تر) واقع شده‌است. گژبنو  ۳۰۰ نفر جمعیت دارد.